# Luther Orlando Emerson
Luther Orlando Emerson (* 3. August 1820 in Parsonsfield, Maine; † 29. September 1915 in Hyde Park/Massachusetts) war ein US-amerikanischer Komponist.
Emerson besuchte das Parsonsfield Seminary und die Effingham Academy und studierte dann Musik bei Isaac Woodbury. Er wirkte als Musiklehrer und Dirigent in Salem, Massachusetts und später als Organist und Musikdirektor an der Bulfinch Street Church in Boston. Das Findlay College in Ohio verlieh ihm den Grad eines Doktors der Musik.
Er komponierte drei Messen, Anthems, Chorlieder, Klavierstücke sowie Unterrichtsstücke für Klavier und Orgel. Berühmt wurde er aber vor allem als Herausgeber von etwa siebzig Sammlungen von Kirchenliedern.

## Werke
- The Romberg Collection, 1853
- The Golden Wreath, 1857
- The Golden Harp, 1858
- The Sabbath Harmony, 1860
- Harp of Judah, 1863
- Merry Chimes, 1865
- Jubilate, 1866
- Choral Tribute
- Standard
- Leader
- Salutation
- Voice of Worship
- Herald of Praise

| Personendaten    | Personendaten                            |
| ---------------- | ---------------------------------------- |
| NAME             | Emerson, Luther Orlando                  |
| KURZBESCHREIBUNG | US-amerikanischer Komponist              |
| GEBURTSDATUM     | 3. August 1820                           |
| GEBURTSORT       | Parsonsfield, Maine                      |
| STERBEDATUM      | 29. September 1915                       |
| STERBEORT        | Hyde Park (Massachusetts), Massachusetts |